# Platymantis mamusiorum
Platymantis mamusiorum är en groddjursart som beskrevs av Johannes Foufopoulos och Brown 2004. Platymantis mamusiorum ingår i släktet Platymantis och familjen Ceratobatrachidae. IUCN kategoriserar arten globalt som otillräckligt studerad. Inga underarter finns listade i Catalogue of Life.